# Obertyn (gmina)
Obertyn – dawna gmina wiejska w powiecie horodeńskim województwa stanisławowskiego II Rzeczypospolitej. Siedzibą gminy był Obertyn.
Gminę utworzono 1 sierpnia 1934 r. w ramach reformy na podstawie ustawy scaleniowej z dotychczasowych gmin wiejskich: Bałahorówka, Hańczarów, Hawrylak, Jakubówka, Obertyn, Żabokruki i Żuków.
Po wojnie obszar gminy Obertyn został odłączony od Polski i włączony do Ukraińskiej SRR.